# Johann Arbogast von Annenberg
Johann Arbogast von Annenberg (ur. ? w Tyrolu, zm. 28 czerwca 1645 w Kłodzku) – austriacki arystokrata, pułkownik cesarski, starosta hrabstwa kłodzkiego w latach 1633–1645.

## Życiorys
Johann Arbogast pochodził z tyrolskiej rodziny szlacheckiej Annenbergów. Należał do zaufanych współpracowników Habsburgów. Służył na dworze biskupa wrocławskiego i księcia nyskiego Karola. W 1616 roku ożenił się z Julianą von Damnitz, wdową po Friedrichu von Tschirnhausie, przez co wszedł w posiadanie majątku Roztoki (Schönfeld) w hrabstwie kłodzkim. Rok później dobra te odebrał mu brat Friedricha, David Heinrich von Tschirnhaus. 26 kwietnia 1618 roku został on zmuszony przez cesarza Ferdynanda II do zwrotu majątku von Annenbergowi. Podczas czeskiego powstania stanowego (1618–1622), stanowiącego początek wojny trzydziestoletniej, pozostał wierny cesarzowi i katolicyzmowi, przez co został ponownie wypędzony z majątku. Odzyskał go 29 kwietnia 1623 roku, po wkroczeniu wojsk cesarskich do hrabstwa kłodzkiego. Swoje ponowne rządy rozpoczął od wydania nakazu wygnania pastora luterańskiego ze swoich włości, co związane było z akcją rekatolicyzacyjną.
12 czerwca 1624 roku hrabia kłodzki Karol Habsburg nadał Johannowi Arbogastowi w lenno dobra w Gorzanowie (Arnsdorf), które zostały skonfiskowane Heinrichowi von Ratschin (Raczin), z powodu jego udziału w rebelii antyhabsburskiej. Wkrótce cesarz Ferdynand II przekształcił to lenno w dobra dziedziczne. W 1625 roku po śmierci pierwszej żony, Juliany von Damnitz, Johann Arbogast ożenił się z Marjaną von Mettich, która zmarła 8 maja 1630 roku. Niedługo potem zawarł ostatnie małżeństwo z Barbarą Kathariną z domu Trauttmansdorff.
Po zdławieniu powstania czeskiego w hrabstwie kłodzkim powierzono mu funkcję komendanta głównego Kłodzka, a w lutym 1633 roku obowiązki starosty hrabstwa kłodzkiego. 26 lutego 1636 roku w uznaniu za swoje zasługi otrzymał godność Hrabiego Rzeszy (Reichsgraf). Zmarł w Kłodzku w 1645 roku i został pochowany w miejscowym kościele parafialnym.
Majątek w Roztokach przejął jego jedyny syn, Karl Heinrich von Annenberg. Sprzedał on w 1653 roku dobra roztockie Michaelowi Ferdinandowi von Althannowi, panu na Kralikach (Grulich), Międzylesiu (Mittelwalde) i Wilkanowie (Wölfelsdorf), który poślubił wdowę po Johannie Arbogaście, Barbarę Katharinę. Majątek w Gorzanowie przejął w 1651 roku Johann Friedrich von Herberstein, który poślubił córkę Johanna Arbogasta, Marie Maximilianę.